# Cycloramphus organensis
Espèce
Cycloramphus organensis est une espèce d'amphibiens de la famille des Cycloramphidae.

## Répartition
Cette espèce est endémique de l'État de Rio de Janeiro au Brésil. Elle se rencontre à Petrópolis vers 2 000 m d'altitude dans la Serra dos Órgãos.

## Description
Les mâles mesurent de 22,20 à 26,40 mm et les femelles de 30,61 à 33,35 mm.

## Étymologie
Son nom d'espèce, composé de organ[s] et du suffixe latin -ensis, « qui vit dans, qui habite », lui a été donné en référence au lieu de sa découverte, la Serra dos Órgãos, Organs Range en anglais.

## Publication originale
- Weber, Verdade, Salles, Fouquet & de Carvalho-e-Silva, 2011 : A new species of Cycloramphus Tschudi (Anura: Cycloramphidae) from the Parque Nacional da Serra dos Órgãos, Southeastern Brazil. Zootaxa, no 2737, p. 19–33.